# Hassan et Morkos
Pour plus de détails, voir Fiche technique et Distribution.
Hassan et Morkos (حسن ومرقص, Hassan wa Morcus) est un film égyptien réalisé par Rami Imam, sorti en 2008.

## Synopsis
Ce film a pour thème la solidarité; le dialogue; et la mutualité entre Musulmans et Chrétiens d'Égypte, via le prêtre copte Paul (Boulous en Arabe), qui, menacé par des extrémistes chrétiens, a bénéficié d'un programme de protection des témoins, ainsi, il se déguise en Imam; Cheikh Hassan Al-Attar, mais continu, avec sa femme Mathilda (devenue Zeïnat) et son fils Guerguis (devenu Imad) d'être chrétiens en secret.
De la même manière le cheikh musulman Mahmoud Seif Eddine a fui plusieurs attentats d'Al-Qaida après son refus catégorique de les rejoindre a bénéficié du même programme le transformant en laïc chrétien "Marcus (Morkos en Arabe) Abdel Chahid", mais qui, avec sa femme Kheïriya et sa fille Fatima [devenu Marie (Meriem en arabe)] d'être musulman en secret.
Ce qui est ironique, c'est que Omar Sharif, qui joue le rôle de Mahmoud/Marcus s'appelle à l'état civil Michel Dimitri Shelhoub, né chrétien grec catholique, qui s'est converti à l'islam pour épouser sa femme Faten Hamama dans les années 1950, et Adel Imam, qui joue le rôle du prêtre Paul est né musulman.

## Fiche technique
- Titre : Hassan et Morkos
- Titre original : حسن ومرقص (Hassan wa Morcus)
- Réalisation : Rami Imam
- Scénario : Youssef Maaty
- Société de production : Rotana Studios
Good News
- Pays :  Égypte
- Genre : Comédie dramatique
- Durée : 120 minutes
- Dates de sortie : 
  -  Égypte : 3 juillet 2008

## Distribution
- Adel Imam : Polles / Hassan Elattar
- Omar Sharif : Hassan / Morcus
- Lebleba : Matilda / Zenat
- Mohamed Imam : Gergis / Emad
- Sherry Adel : Mariam / Fatma
- Hanaa El Shorbagy : Khaireya
- Izzat Abu-Of : le général Mokhtar Salem
- Hassan Mustafa : Sheikh Belal
- Hala Fakher : Amina
- Youssef Dawood : George
- Idward : Hany
- Randa Al Behery : Nancy
- Omar Sharif Jr. : Hassan jeune